# لئونید ژابوتینسکی
لئونید ژابوتینسکی (اوکراینی: Леонiд Iванович Жаботинський؛ ۲۸ ژانویهٔ ۱۹۳۸ – ۱۴ ژانویهٔ ۲۰۱۶) وزنه‌بردار اهل روسیه بود.
وی همچنین برندهٔ جوایزی همچون نشان دوستی شده‌است.
وی در مسابقات کشوری و بین‌المللی در مجموع برندهٔ ۱۳ مدال طلا، ۴ مدال نقره، ۱ مدال برنز شده‌است.